# Kanton Peyre en Aubrac
Peyre en Aubrac ( tot 5 maart 2020 : Aumont-Aubrac ) is een kanton van het Franse departement Lozère. Het kanton maakt deel uit van het arrondissement Mende. Op 5 maart 2020 werd de naam van het kanton aangepast aan de op 1 januari 2017 gewijzigde naam van zijn hoofdplaats.

## Gemeenten
Het kanton Aumont-Aubrac omvatte tot 2014 de volgende 6 gemeenten:
- Aumont-Aubrac (hoofdplaats)
- La Chaze-de-Peyre
- Fau-de-Peyre
- Javols
- Sainte-Colombe-de-Peyre
- Saint-Sauveur-de-Peyre

Na de herindeling van de kantons bij decreet van 25 februari 2014, met uitwerking op 22 maart 2015, omvatte het kanton 31 gemeenten.
Op 1 januari 2017 werden:
- de gemeenten Malbouzon en Prinsuéjols samengevoegd tot de fusiegemeente (commune nouvelle) Prinsuéjols-Malbouzon.
- de gemeenten Aumont-Aubrac, La Chaze-de-Peyre, Fau-de-Peyre, Javols, Sainte-Colombe-de-Peyre en Saint-Sauveur-de-Peyre samengevoegd tot de fusiegemeente (commune nouvelle) Peyre en Aubrac.

Sindsdien omvat het kanton volgende 25 gemeenten:
- Albaret-le-Comtal
- Arzenc-d'Apcher
- Les Bessons
- Brion
- Le Buisson
- Chauchailles
- La Fage-Montivernoux
- La Fage-Saint-Julien
- Fournels
- Grandvals
- Les Hermaux
- Marchastel
- Les Monts-Verts
- Nasbinals
- Noalhac
- Peyre en Aubrac
- Prinsuéjols-Malbouzon
- Recoules-d'Aubrac
- Saint-Juéry
- Saint-Laurent-de-Muret
- Saint-Laurent-de-Veyrès
- Saint-Pierre-de-Nogaret
- Les Salces
- Termes
- Trélans